# Istarski ugljenokopi
Rudarska djelatnost na području Labina započinje za Mletačke vladavine. Prikupljanje ugljena je počelo u pribrežju Krapna, gdje su se zbog erozije tijekom geološke povijesti na površini pojavili izdanci tzv. rusog ugljena koji je bio smolastog oblika. Vjerojatno se još i prije srednjeg vijeka ova smola počela upotrebljavati za impregnaciju podvodnih dijelova čamaca. U starim zapisima spominje se pod nazivom pegola nera što u prijevodu znači crna smola ili peče navale - brodska smola.
Prema novijim istraživanjima, izvjesni gospodin Filippo Varenzi prvi je 1626. godine od Mletačkog vijeća desetorice dobio koncesiju za "rudnike minerala i smole koji postoje u Labinu i u krugu 4 milje". Sličnu koncesiju dobio je 1659. godine labinski notar Lodooico Dragogna. 
Tijekom narednih stotinu godina bilo je više koncesionara i uglavnom bezuspješnih pokušaja da se unutar sloja pronađe manje suha smola. Pravi ugljen pronađen je još sredinom 18. stoljeća, međutim u to vrijeme nije moglo doći do ozbiljnijeg razvoja rudnika jer se takav "zdravi" ugljen nije mogao koristiti kao smola za premazivanje čamaca a drugo tržište nije postojalo. 

## Početak organizirane eksploatacije ugljena
Povjesničari smatraju da je šećerana u Rijeci godine 1785. postala prvim stalnim kupcem krapanskog ugljena, čime je stvorena temeljna postavka za početak kontinuirane rudarske proizvodnje.
Napoleon ruši vladavinu Mletačke Republike 1797. godine, nakon čega ugovorom mletački dio Istre nakratko ustupa Austro-Ugarskoj. Godine 1805. negdašnji mletački posjedi prelaze u sastav Napoleonove Kraljevine Italije, međutim već 1813. ovdašnji krajevi ponovno dolaze pod austrougarsku upravu. Uz ovako česte smjene vladara, do početka druge austrijske uprave rudarenje nije doživjelo neki osobit napredak.
Iz doba francuske vladavine sačuvana su dva Napoleonova dekreta iz 1807. i 1808. godine koji su dugo uzimani kao glavni dokazi o počecima intenzivnijeg rudarenja na ovim prostorima.
Suvlasnik rudnika 1835. godine postaje bečki bankar Rotshild, provode se opsežni istražni radovi, otvaraju se nova okna i potkopi. Nekoliko godina potom u Krapnu se gradi rudarsko naselje, a početkom 1879. otvoreno je rudarsko okno u Vinežu. Rudnike Krapan i Vinež 1881. godine preuzima bečko društvo Trifailer Kohleniverks Gesellschaft (Trbovljansko rudokopno društvo). Izvršeni su mnogi zahvati u modernizaciji i opremanju rudnika, ručni prijevoz ugljena u jamama zamijenjen je konjskom vučom, gradi se željeznička pruga u Raškom zaljevu. Ugljen duboko uronjen u tlo Labinšćine, izranja iz njenih njedara i ostavlja sve dublji trag u njenoj povijesti, prožimajući sve segmente življenja.
Potkraj 19. stoljeća u rudniku je sve više postrojenja, po prvi puta koristi se komprimirani zrak, ručno bušenje zamijenjeno je strojnim bušilicama. Objedinjeni rudnici Krapan, Vinež i Strmac upošljavaju oko 750 radnika i proizvode godišnje oko 90 tisuća tona ugljena. Izvoz ugljena obavlja se preko luke Bršica, gdje od 1912. godine postoji mehanizirana linija za utovar brodova.
U predvečerje Prvog svjetskog rata austrougarskoj ratnoj industriji bio je potreban ugljen pa su te okolnosti utjecale na poboljšanje rada u rudnicima. Nakon što su 1918. labinski ugljenokopi prešli pod talijansku upravu pojačane su istrage i pokušaji da se utvrde stvarne količine ugljena. Uslijedile su godine sve bržeg napretka rudnika, uvođenja novih tehnologija i povećanja proizvodnje. 

## Najveća proizvodnja ugljena
Razdoblje od 1936. do 1940. bilo je doba najveće ekspanzije poduzeća. Rudnici postaju kičma labinskog gospodarstva, niče grad Raša, najmlađi grad Istre, gradi se novo naselje podno starog Labina, razvija se luka Bršica, gradi cementara u Koromačnu, isušuje Čepićko jezero...
Početkom četrdesetih godina cijeli rudarski bazen otvoren je nizom okana; poradi sve većih ratnih potreba otkopavaju se samo bogatiji slojevi. Jame su zbog neplanskog otkopavanja nesigurne, dolazi do čestih gorskih udara. Uza sve teškoće godine 1942. ostvarena je rekordna proizvodnja od 1.158.000 tona ugljena s približno 10.470 radnika. Zbog ratnih zbivanja u razdoblju od 1943. do 1945. rudnik je jedva životario, nastojalo se organizirati kakvu takvu proizvodnju i održati minimalne funkcije rudnika.
Oslobađanjem i pripajanjem Istre domovini Hrvatskoj u sastavu tadašnje Jugoslavije, nastaje novo razdoblje rada u Istarskim ugljenokopima. Pristupilo se obnovi rada u rudnicima i proširenju proizvodnje. U razdoblju poslijeratne obnove i izgradnje rudnik je bio od neprocjenjive vrijednosti, postao je značajna baza obnove dajući dragocjeni kameni ugljen izuzetno visoke kalorične moći. Najveću poslijeratnu proizvodnju Istarski ugljenokopi ostvarili su 1959. godine kada je iskopano 860.100 tona ugljena uz 6.287 zaposlenih. Uza sve mjere sigurnosti, zbog ugroženosti radilišta od gorskih udara, kao posljedice nepravilnog otkopavanja prije i u tijeku Drugog svjetskog rata, teških geološko tektonskih uvjeta radne sredine, kao i niskog stupnja kvalificiranosti radnika; proizvodnju su pratile učestale pojedinačne i kolektivne nesreće s čestim smrtnim slučajevima.

## Kriza plasmana ugljena
Sredinom šezdesetih počinje kriza plasmana ugljena, proizvodnja je prepolovljena što rudnike dovodi u teško ekonomsko stanje i poslovanje s gubicima. Jer je najviše teškoća bilo s prodajom sitnog ugljena, prihvaćen je prijedlog izgradnje termoelektrane u Plominu, snage 125 MW uz godišnju potrošnju od 250 tisuća tona ugljena. TE Plomin je izgrađena i 1971. puštena u redovnu proizvodnju. Međutim zbog vrlo niske cijene tekućih goriva, kratko nakon početka rada TE Plomin, u tadašnjoj Elektroprivredi su počeli raditi na projektima za prijelaz elektrane na naftu. Ugljenokopi su se odjednom našli u bezizlaznoj situaciji.
Godine 1971. donesen je zakon o supstituciji ugljenokopa u Hrvatskoj, temeljem kojeg je do konca 1975. rudarsku djelatnost trebalo nadomjestiti drugim djelatnostima. Rudarstvo polako posustaje, a industrija i još više turizam počinju svoj znakoviti pohod na tlu Labinštine. U međuvremenu 1973. počinje svjetska energetska kriza, proizvodnja u ugljenokopima oživljava, sredinom sedamdesetih započinje izgradnja novih rudnika Ripenda i Tupljak. Rudnik u Tupljaku u probni je rad svečano pušten 2. ožujka 1983. godine.

## Postupno zatvaranje ugljenokopa
Neizvršavanje godišnjih planova proizvodnje i investicija već sredinom osamdesetih Istarske ugljenokope dovodi u nezavidan položaj. U svibnju 1985. došlo je do iznenadnog prodora morske vode u niskop Koromačno koji je ubrzo nakon toga napušten kao i projekt izgradnje novog rudnika. 
Uslijedilo je razočarenje lošim otkopnim prilikama u jami Ripenda. Labinski rudnici bilježe sve veće gubitke, nezadovoljni radnici 8. travnja 1987. godine otpočinju 33-dnevni štrajk koji je nezaustavljivo pokrenuo proces okončanja rudarske djelatnosti na ovim prostorima. Nakon zatvaranja nerentabilnog ugljenokopa Labin - Ripenda, 6. svibnja 1988. godine osniva se novo poduzeće Istarski ugljenokopi Tupljak. 
Rezerve ugljena u jedinoj preostaloj jami Tupljak procijenjene na 7 milijuna tona nedostatne su za rad plominskih elektrana, stoga je došlo do izmjene energetske osnovice, odnosno usmjerenja ka uvoznom ugljenu. Proizvodnja je preskupa a ugljen ima previše sumpora, Hrvatska elektroprivreda još 1990. godine predlaže zatvaranje rudnika. Umjesto planiranog zatvaranja 1993. godine odlučeno je da se nastavi s otkopavanjem pripremljenih rezervi ugljena, za koje nisu potrebna dodatna investicijska ulaganja. Hrvatska Vlada u ožujku 1995. donosi Odluku o restrukturiranju IU Tupljak s ciljem zbrinjavanja zaposlenika i postupnog zatvaranja rudnika do kraja 1998. godine. 
Posljednja dva vagoneta ugljena iz jame Tupljak izašla su 28. svibnja 1999. u 11,30 sati. Poslije gotovo četiristo godina rudarenja u Istarskim ugljenokopima toga je dana zaključena službena evidencija kopanja ugljena.
Uslijedilo je višemjesečno razdoblje zatvaranja rudnika, tijekom kojega je očišćena i sanirana cjelokupna jama te na površinu izvučena rudarska oprema. Posljednji ugljenokop u Hrvatskoj potopljen je do kraja studenog 1999. godine. Pod vodom su nestali kilometri rudničkih hodnika, prekopa, niskopa - čitav jedan podzemni grad. Sve je to fotografski zabilježeno u jedinstvenoj monografiji Zadnja smjena čiji je autor Marino Fonović, dugogodišnji urednik Raškog rudara, glasila Istarskih ugljenokopa koje je izlazilo punih 45. godina.

## Proizvodnja ugljena po rudarskim jamama
Od 1914. godine do 1. svibnja 1945. u Istarskim ugljenokopima otkopano je približno 10,716.700 tona ugljena, a od 1. svibnja 1945. do prestanka proizvodnje još 24,291.449 tona. 
Iz jame Štrmac dobiveno je 131.202 tona, jame Raša 5,100.000 tona, Labin 11,320.673 tona, Pićan 4,573.136 tona, Ripenda 1.175.520 tona i jame Tupljak 1,990.918 tona. 
Procjenjuje se da je iz bazena Istarske ugljenosne sinklinale od početka rudarenja do zatvaranja posljednje jame Tupljak otkopano oko 39,061.000 tona ugljena.

## Kemijski sastav i osobine ugljena iz jame Tupljak
Vlaga 2,79%, pepeo 13,88%, gorive tvari 83,33%, koks 51,70%, hlapljive tvari 45,57%, čvrsti ugljik 37,82%, sumpor 9,49%, vodik 4,93% i dušik 59,04%. Donja toplinska moć 27.319 KJ/kg.

## Rudarske nesreće
Najveća rudarska nesreća u povijesti Istarskih ugljenokopa dogodila se u ranim jutarnjim satima 28. veljače 1940. godine kada je u Oknu 1 na dubini od 240 metara došlo do eksplozije metana i ugljene prašine.
U dokumentima i novinskim zapisima iz tog vremena navode se različiti podaci o broju poginulih i povrijeđenih. Ako je vjerovati zapisima koji se čuvaju u Povijesnom arhivu Pazin a koji se smatraju vjerodostojnim, smrtno je stradalo od direktnog udara ili gušenja plinom 186 rudara. Procjenjuje se da je tijekom narednih dana zbog zadobivenih rana i trovanja krvnih zrnaca umrlo još toliko rudara. Uzroci nastanka eksplozije ostali su nerazjašnjeni.
Još jedna katastrofalna eksplozija ugljene prašine dogodila se 14. ožujka 1948. godine u jami Labin. U ovoj nesreći život je izgubilo 88 rudara, među kojima je bilo i njemačkih ratnih zarobljenika. Prema službenim evidencijama u razdoblju od 1935. – 1999. u Istarskim ugljenokopima smrtno je stradalo 751 rudar.